# Guillermo Crespo y Crespo
Guillermo Crespo y Crespo (f. 1888) fue un diplomático y escritor español.

## Biografía
Empezó su carrera como agregado en Londres en 1855, lo fue después en París, ascendió a primer secretario en la misma capital en 1868, y luego fue oficial y jefe de sección del ministerio de Estado, ministro en Constantinopla en 1873, en México en 1881 y otra vez en Constantinopla desde enero de 1886. En 1864 era redactor del diario La Soberanía Nacional, que dirigió en Madrid Ángel Fernández de los Ríos. Falleció el 21 de noviembre de 1888 en Madrid. Fue autor de unas Glorias españolas, composición épica escrita en honor de la campaña de África (Logroño, 1886).